# Armida (Rossini)
Armida ist eine Oper (Originalbezeichnung: „Dramma per musica“) von Gioachino Rossini. Das Libretto schrieb Giovanni Schmidt nach Episoden aus dem 1574 vollendeten Epos Das befreite Jerusalem von Torquato Tasso. Die Uraufführung fand am 11. November 1817 im Teatro San Carlo in Neapel statt.

## Handlung
Der historische Rahmen der Oper ist der Erste Kreuzzug. Im Jahr 1099 steht das Kreuzfahrerheer unter ihrem Anführer Goffredo (Gottfried von Bouillon) vor der Eroberung der Stadt Jerusalem. Die zauberkünstige damaszenische Prinzessin Armida versucht das Heer zu schwächen, indem sie einige der wichtigsten Ritter unter einem Vorwand fortlockt. Die Gruppe soll von Rinaldo geleitet werden, der früher eine Liebesbeziehung zu Armida hatte. Sie bezirzt ihn erneut. Der Ritter Gernando neidet Rinaldo seinen Aufstieg und fordert ihn zum Duell. Rinaldo tötet ihn im Kampf. Da er deshalb von Goffredo zum Verlust einer Hand verurteilt wird, flieht er mit Armida in ihr vom Dämonen Astarotte geschaffenes Zauberreich, wo sie sich der Liebe hingeben. Goffredo, der nicht auf Rinaldo verzichten kann, begnadigt ihn und sendet die Ritter Ubaldo und Carlo aus, um ihn zu suchen. Mit Hilfe eines Zauberstabs gelingt es ihnen, Rinaldo von seiner Besessenheit zu befreien und in das Lager der Kreuzfahrer zurückzubringen. Armida schwört wütend Rache.

### Erster Akt
Das Lager des christlichen Heeres. In der Ferne die Stadt Jerusalem.
Szene 1. Trompeten verkünden den Kreuzfahrern die Ankunft ihres Anführers Goffredo. Sie treten aus ihren Zelten, um ihn zu ehren (Introduktion: „Lieto, ridente oltre l’usato“). Goffredo verkündet einen Tag der Waffenruhe, um den gefallenen Ritter Dudone zu ehren.
Szene 2. Eustazio meldet seinem Bruder Goffredo, dass eine vornehme Dame ihn sprechen wolle (Eutazio/Goffredo/Chor: „Germano, a te richiede“).
Szene 3. Verkleidet treten Armida und ihr Onkel Idraote vor. Nachdem alle ihre unvergleichliche Schönheit bewundert haben, gibt sie sich als Prinzessin von Damaskus zu erkennen. Sie sei von ihrem Onkel aufgezogen worden, der ihr nun den Thron streitig mache. Daher bitte sie Goffredo um seine Hilfe, ihr Erbe wiederzuerlangen. Goffredo verspricht ihr seine Unterstützung. Vorrang habe aber zunächst die Eroberung Jerusalems. Da es Armida durch ihr verzweifeltes Flehen gelingt, die anderen Kreuzritter für sich einzunehmen (Quartett mit Chor: „Sventurata! Or che mi resta“), gestattet Goffredo zehn Rittern, sie zu begleiten. Aber zuvor muss Dudones Nachfolger gewählt werden, der auch die Gruppe anführen soll.
Szene 4. Die Ritter wählen den italienischen Ritter Rinaldo zum Nachfolger Dodones. Armida ist begeistert, denn sie ist in Rinaldo verliebt.
Szene 5. Der normannische Ritter Gernando gibt seinem Unmut über die Wahl Rinaldos Ausdruck. Er hatte sich selbst Chancen ausgerechnet (Arie Gernando: „Non soffrirò l’offesa“). Während die anderen Ritter Rinaldo bejubeln, schwört er ihm den Tod.
Szene 6. Armidas und Idraotes geheimer Plan ist aufgegangen. Dessen eigentlicher Zweck bestand darin, die wichtigsten Ritter fortzulocken, um das Kreuzfahrerheer zu schwächen. Armida gibt sich damit nicht zufrieden. Sie will auf diese Weise Hunderte bezirzen. Nur mit Rinaldo hat sie andere Pläne.
Szene 7. Rinaldo trifft mit Armida zusammen. Er glaubt zwar nicht, mit seiner kleinen Schar viel für sie erreichen zu können, versichert ihr aber seine Achtung und Verehrung. Armida erinnert ihn daran, dass sie ihm früher einmal das Leben gerettet hatte – und an ihre frühere Liebe, die sie in ihrem Schloss genossen hatten, bis er zum Heer zurückgerufen worden war. Es gelingt ihr, ihn erneut zu bezirzen. Beide schwören sich ihre Liebe (Duett: „Amor… Possente nome!“).
Szene 8. Gernando versucht, Rinaldo vor den anderen Rittern bloßzustellen.
Szene 9. Rinaldo stellt Gernando zur Rede. Der fährt mit seinen Schmähungen fort, bis beide mit ihren Schwertern aufeinander losgehen (Anfang Finale I: „Se pari agli accenti“).
Szene 10. Die Ritter versuchen vergeblich, die beiden auseinanderzudrängen. Armida fürchtet um Rinaldos Leben. Rinaldo drängt Gernando in ein Zelt.
Szene 11. Rinaldo tötet Gernando. Die Ritter sind entsetzt über seine Tat. Armida macht sich Vorwürfe, nicht rechtzeitig reagiert zu haben.
Szene 12. Armida warnt Rinaldo vor dem Zorn Goffredos und rät zur Flucht. Rinaldo will seine Ehre bewahren und sich ihm stellen.
Szene 13. Es kommt zum Streit zwischen den Anhängern Rinaldos und Gernandos. Goffredo spricht das Urteil: Rinaldo soll eine Hand verlieren. Nun kann Armida ihn zur Flucht überreden. Beide eilen davon.

### Zweiter Akt
Schauerlicher Wald. Durch einige Öffnungen ist im Hintergrund das Meer zu sehen
Szene 1. Astarotte und die Dämonen steigen aus der Erde hervor, um die verlassene Gegend in ein Paradies zu verwandeln (Chor der Dämonen mit Astarotte: „Alla voce d’Armida possente“). Astarotte beschwört die Geister, Armida bei ihrem Kampf gegen die Kreuzfahrer zu unterstützen und Rinaldo zu vernichten. Die Dämonen schwören, ihr Leben im Kampf einzusetzen (Chor: „Di ferro e fiamme cinti“). Eine Wolke schwebt herab, und die Dämonen versinken in die Erde.
 Prächtiger Palast
Szene 2. Am Boden angelangt, zerteilt sich die Wolke. Ein mit zwei Drachen bespannter Wagen wird sichtbar, in dem sich Rinaldo und Armida befinden. Armida verwandelt den Wagen in einen Blumenthron. Die Drachen verschwinden. Rinaldo ist vor Überraschung kaum seiner Sinne mächtig (Duett: „Dove son io?“). Er befindet sich nun in Armidas Reich, wo sie sich der Liebe hingeben können (Finale II: „No, d’amor la reggia è questa“). Auf einen Wink Armidas verwandelt sich die Szene in das Innere eines prächtigen Palasts, der mit Geistern, Nymphen und anderen Zauberwesen bevölkert ist. Diese umschlingen Rinaldo mit Blumenketten und besingen die Liebe und tanzen.

### Dritter Akt
Verzauberter Garten
Die Szene stellt auf jede erdenkliche Weise die einfache Natur dar: reich tragende Obstbäume, Hecken und Büsche mit den unterschiedlichsten Blumen, fließende und stehende Gewässer mit verschiedenen Vögeln; andere farbenprächtige Vögel flattern vom Baum zu Baum; auf einer Seite moosbedeckte Höhlen; das Gebiet ist von lieblichen Hügeln und schattigen Tälern begrenzt.
Szene 1. Da die Kreuzritter nicht auf Rinaldo verzichten können, hat Goffredo ihm verziehen. Er hat die Ritter Ubaldo und Carlo losgeschickt, um ihn zu suchen und aus den Fängen Armidas zu befreien. Zu ihrer Unterstützung haben sie ein goldenes Zepter und ein Schriftstück erhalten. Nach diversen Abenteuern mit wilden Tieren sind sie erfolgreich in ihren Zaubergarten vorgedrungen (Duett: „Come l’aurette placide“). Während ihres Gesprächs erklingt eine sanfte Melodie, die sich allmählich verstärkt und den Auftritt der Geister ankündigt.
Szene 2. Dämonen in Gestalt von Nymphen besingen tanzend die friedliche Natur (Chor der Nymphen: „Qui tutto è calma“). Sie verschwinden, als Ubaldo das Zepter schüttelt.
Szene 3. Die überraschend schnelle Wirkung des Zepters lässt Ubaldo und Carlo für das Gelingen ihres Vorhabens hoffen. Als sie in der Ferne Armida und Rinaldo kommen sehen, verstecken sie sich hinter einem Busch.
Szene 4. Händehaltend besingen Armida und Rinaldo ihre Liebe (Duett: „Soavi catene“). Armida wird durch einen Zauber abgelenkt und entfernt sich.
Szene 5. Rinaldo ist nun vollkommen von Armida besessen. Er kann ihre Abwesenheit kaum ertragen.
Szene 6. Ubaldo und Carlo treten hinter dem Busch hervor und richten Rinaldo den Wunsch Goffredos aus, dass er zum Heer zurückkehre. Da Rinaldo sich nicht von Armida zu trennen vermag, hält Ubaldo ihm einen diamantenen Schild als Spiegel vor die Augen (Terzett: „In quale aspetto imbelle“). Rinaldo erkennt erschüttert seinen Zustand und schließt sich den beiden an, um zum Kreuzfahrerlager zurückzukehren.
Szene 7. Armida kehrt zurück und ist bestürzt über Rinaldos Flucht. Sie macht sich auf die Suche nach ihm.
Außerhalb von Armidas Palast
Szene 8. Ubaldo, Carlo und Rinaldo haben beinahe das Meeresufer erreicht, wo ein Schiff auf sie wartet. Aus der Ferne hören sie Armida nach Rinaldo rufen.
Szene 9. Armida erreicht die Flüchtigen. Sie weiß, dass ihr Liebeszauber keine Wirkung mehr hat und fleht Rinaldo an, sie wenigstens als seine Gefangene mit sich zu nehmen. Rinaldo weist sie zurück. Er will sich in Güte von ihr trennen (Anfang Finale III: „Se al mio crudel tormento“). In ihrer Verzweiflung fällt Armida in Ohnmacht. Rinaldo versucht, sich ihr zu nähern, wird aber von Ubaldo und Carlo fortgedrängt.
Szene 10. Als Armida wieder zu sich kommt, ist Rinaldo fort. Ein Dämon in Gestalt der Rachegöttin entsteigt dem Abgrund. Armida ruft nach Rache und will sich der Göttin nähern. Da erscheint in der Luft die personifizierte weinende und klagende Liebe. Armida ist hin- und hergerissen. Schließlich entscheidet sie sich für die Rache.
Szene 11. Armidas Dämonen steigen mit ihrem Drachenwagen aus dem Abgrund empor. Mit ihrem Racheruf erhebt sich der Wagen zwischen Feuer und Rauch in die Lüfte

## Gestaltung
Die Oper enthält nur eine einzige hochvirtuose Frauenrolle, aber dafür gleich sechs oder sieben (wenn man Astarotte als Tenor zählt) Tenorrollen. Von diesen sind allerdings einige nur Nebenrollen, die wie bei der Uraufführung auf drei Sänger aufgeteilt werden können.

### Instrumentation
Analog zur üppigen Bühnenausstattung ist auch die Orchesterbesetzung der Oper besonders füllig.:87 Sie enthält die folgenden Instrumente:
- Zwei Flöten/Piccolo, zwei Oboen/Englischhorn, zwei Klarinetten, zwei Fagotte
- Vier Hörner, zwei Trompeten, drei Posaunen, Serpent
- Pauken, Große Trommel, Triangel, Sistrum, Banda turca, Tamtam
- Harfe
- Streicher

### Musiknummern
Die Oper enthält die folgenden Musiknummern:
- Sinfonia

Erster Akt
- Nr. 1. Introduktion (Chor der Ritter, Goffredo): „Lieto, ridente oltre l’usato“ (Szene 1)
- Nr. 2. Chor der Ritter (Eutazio, Goffredo, Chor): „Germano, a te richiede“ (Szene 2)
- Nr. 3. Quartett (Armida, Goffredo, Idraote, Eustazio, Chor): „Sventurata! Or che mi resta“ (Szene 3)
- Nr. 4. Arie (Gernando): „Non soffrirò l’offesa“ (Szene 5)
- Nr. 5. Duett (Rinaldo, Armida): „Amor… Possente nome!“ (Szene 7)
- Nr. 6. Finale I: „Se pari agli accenti“ (Szene 9)

Zweiter Akt
- Nr. 7. Chor der Dämonen (Chor, Astarotte): „Alla voce d’Armida possente“ (Szene 1)
- Nr. 8. Chor: „Di ferro e fiamme cinti“ (Szene 1)
- Nr. 9. Duett (Rinaldo, Armida): „Dove son io?“ (Szene 2)
- Nr. 10. Finale II: „No, d’amor la reggia è questa“ (Szene 2)
- Ballett

Dritter Akt
- Nr. 11. Duett (Ubaldo, Carlo): „Come l’aurette placide“ (Szene 1)
- Nr. 12. Chor der Nymphen: „Qui tutto è calma“ (Szene 2)
- Nr. 13. Duett (Armida, Rinaldo): „Soavi catene“ (Szene 4)
- Nr. 14. Terzett (Rinaldo, Carlo, Ubaldo): „In quale aspetto imbelle“ (Szene 6)
- Nr. 15. Finale III: „Se al mio crudel tormento“ (Szene 9)

### Musik
Armida ist die einzige italienische Oper Rossinis, die ein Ballett (im zweiten Akt) sowie magische Effekte enthält. Formal überwiegen Männer-Ensembles sowie die gleich drei Duette für Armida und Rinaldo. Die einzige Arie ist nicht Armida oder der männlichen Hauptrolle Rinaldo gewidmet, sondern Gernando. All dies hebt die besondere Bedeutung der Titelfigur und einzigen weiblichen Rolle Armida hervor.:114
Erwähnenswerte Musiknummern sind:
- Das dramatische Quartett Armida/Goffredo/Idraote/Eustazio „Sventurata! Or che mi resta“ (Nr. 3, erster Akt, Szene 3) ist der Rahmen für den ersten großen Auftritt Armidas. Der Mittelteil scheint die Giuseppe Giordani zugeschriebene Canzonetta „Caro mio ben“ nachzuahmen.[6]:78
- Das Duett „Amor… Possente nome!“ (Nr. 5, erster Akt, Szene 7) ist das erste und berühmtere der drei Liebesduette. „Es ist ein klassisches Rossini-Duett, das durch sinnlich wahrnehmbare Empfindungen und formale Gliederungen Personen und Situationen charakterisiert.“[7]:234
- Der grausige Wald am Anfang des zweiten Aktes wird mit verminderten Akkorden und harten Blechbläserpassagen dargestellt.[7]:235
- Das zweite Duett „Dove son io?“ (Nr. 9, zweiter Akt, Szene 2) ist das stimmungsvollste der Duette dieser Oper. Es wird von einem Solocello begleitet und hat eine „große erotische Ausstrahlung“.[7]:235
- Armidas Thema mit Variationen (gängige italienische Bezeichnung: rondò) „D’amore al dolce impero“ (zweiter Akt, Szene 2) ist „ein virtuoses Paradestück, die glanzvollste Musik, die Rossini für Armida geschrieben hat“.[7]:236
- Das dritte Duett „Soavi catene“ (Nr. 13, dritter Akt, Szene 4) ist ein „schwelgerisches Idyll“ mit Solovioline.[7]:236
- Das Terzett Rinaldo/Carlo/Ubaldo: „In quale aspetto imbelle“ (Nr. 14, dritter Akt Szene 6) für drei Tenöre[2] ist „eine brillante Umsetzung der Situation, ein hinreißendes klangliches Konzept“.[7]:236
- Am Anfang des Finale III „Se al mio crudel tormento“ (dritter Akt, Szene 9) verbleiben die Harmonien während der Trennung des Liebespaares achtzehn Takte lang auf einem einzigen wiederholten Fis.[7]:236

## Werkgeschichte
Wenige Wochen nach der Mailänder Uraufführung von La gazza ladra kehrte Rossini nach Neapel zurück. Dort nahm er Anfang August 1817 die Arbeit an seiner nächsten Oper auf, die zur Neueröffnung des nach Brandkatastrophe vom Februar 1816 wiederaufgebauten Teatro San Carlo gespielt werden sollte.:76 Der Impresario Barbaja entschied sich, um eine größtmögliche Bühnenwirkung zu erzielen, für die Geschichte der Verführung des Ritters Rinaldo durch die Zauberin Armida aus Torquato Tassos 1574 vollendeten Epos Das befreite Jerusalem.:231 Das Libretto von Giovanni Schmidt basiert frei auf Episoden aus diesem Werk. Schmidt erfand nur wenige Handlungselemente neu – darunter die frühere Begegnung Armidas mit Rinaldo, bei der sie sich in ihn verliebt hatte. Der Schwerpunkt des Librettos liegt auf der Liebesbeziehung der beiden. Es ist dem Drama angemessen umgesetzt und enthält auch Zitate aus der Vorlage.:232 Trotz seiner Abneigung gegen derartige fantastische Themen vertonte Rossini den Text vertragsgemäß.:96
Bei der Uraufführung am 11. November 1817 sangen die Sopranistin Isabella Colbran in der Titelpartie, die Tenöre Giuseppe Ciccimarra (Goffredo und Carlo), Andrea Nozzari (Rinaldo), Claudio Bonoldi (Gernando und Ubaldo) und Gaetano Chizzola (Eustazio und Astarotte) sowie der Bass Michele Benedetti (Idraote).:114 Obwohl der im Publikum anwesende König applaudierte, bereitete die Kritik dem Werk nur einen lauen Empfang. Das Giornale del Regno delle Due Sicilie lobte am 3. Dezember die Ausführenden und die spektakuläre Produktion sowie einzelne Stücke, bemerkte aber gleichzeitig stilistische Mängel im Vergleich zu den „legendären Figuren“ der früheren italienischen Musik. Rossini habe den reinen italienischen Stil zugunsten von „deutschen Verführungen“ aufgegeben.

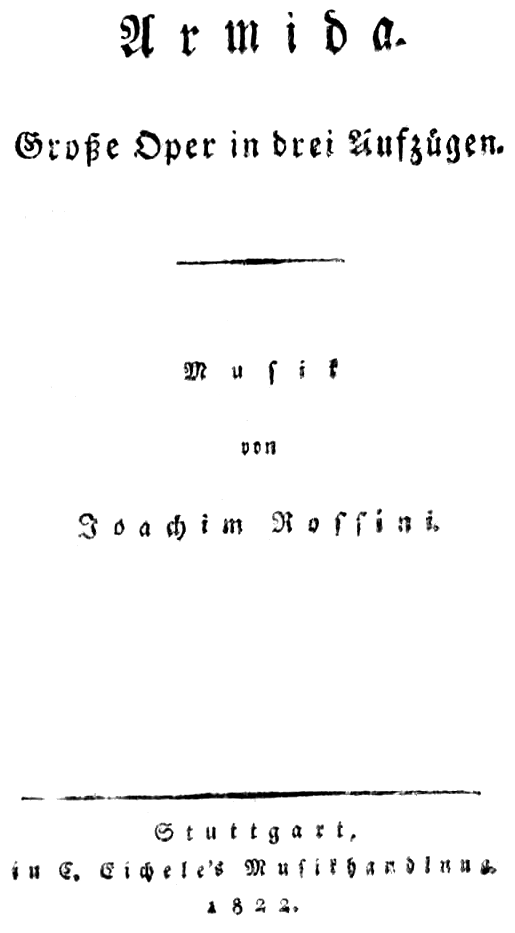
Titelblatt des Librettos, Stuttgart 1822

Rossini hatte sich bei der Instrumentierung zum Teil von der französischen Oper des frühen 19. Jahrhunderts inspirieren lassen, etwa von Spontinis La vestale (1807), die bis 1815 am San Carlo gespielt wurde. „Dies wird vor allem in der Finalarie deutlich, wenn Rossini Armidas Kampf zwischen Liebesempfinden und Rachegefühlen über einen motivischen und klanglichen Kontrast vergegenwärtigt.“:406–409 Rossini räumte in Armida den Chören und Ensembleszenen relativ großen Raum ein, reduzierte die Rezitative und integrierte längere Balletteinlagen. Der Rossini-Biograf Richard Osborne hört eine „leidenschaftliche, bedingungslos erotische Musik“, die er nicht zuletzt auf Rossinis Beziehung zu Isabella Colbran zurückführt.:231
Aufgrund des geringen Erfolgs nutzte Rossini Material aus Armida später in anderen Werken wie Il viaggio a Reims (1825), Moïse et Pharaon (1827) oder die Cantata in onore del Sommo Pontefice Pio Nono (1847) sowie in überarbeiteten Fassungen von Otello (Rom 1820) und La Cenerentola (Rom 1821).
Das Werk hatte es von Anfang an schwer, nicht zuletzt, weil es die Theater vor große Besetzungsprobleme stellt: Rossinis Armida ist sängerisch überaus anspruchsvoll, nicht nur in der auf die Möglichkeiten der Colbran zugeschnittene Titelpartie, sondern auch weil die Partitur sechs Tenöre vorschreibt, davon immerhin drei fordernde Hauptrollen (wobei die Partitur Doppelbesetzungen möglich macht). 1818 wurde in Venedig eine gekürzte Fassung gespielt. 1819 (in einer zweiaktigen Fassung) und 1823 gab es weitere Aufführungen in Neapel.:97 1821 kam das Werk in deutscher Fassung in Wien heraus, weitere Aufführungen fanden 1827 und 1836 in Hamburg, sowie 1832 in Berlin statt, dann verschwand das Werk auch schon aus den Spielplänen.
Erst 1952 wurde die Oper beim Maggio Musicale in Florenz in einer mittlerweile legendären Aufführung mit Maria Callas in der Titelpartie wiederentdeckt. Aber auch hier konnten die anderen Rollen nicht adäquat besetzt werden, so dass die Aufführung ein „bewundertes Einzelereignis“:408 blieb. Erst seit den 1980er-Jahren ist die Oper häufiger zu hören, so etwa 1985 mit Katia Ricciarelli in der Titelpartie in Venedig, 1988 mit June Anderson in Aix-en-Provence, sowie 1992 mit Cecilia Gasdia und den Tenören Chris Merritt, William Matteuzzi und Bruce Ford. 1993 sang Renée Fleming die Armida beim Rossini Opera Festival Pesaro, sie war auch 2010 die Armida an der Metropolitan Opera mit Lawrence Brownlee als Rinaldo. Die Besetzung ist noch immer das große Problem dieser Oper: „Eine Aufführung von Armida ist auch noch heute das, was sie schon zu Lebzeiten Rossinis war: ein besonderes Wagnis.“:409

## Aufnahmen
- 26. April 1952 (live aus Florenz, stark gekürzt): Tullio Serafin (Dirigent), Orchester und Chor des Teatro Comunale di Firenze. Maria Callas (Armida), Alessandro Ziliani (Goffredo), Francesco Albanese (Rinaldo), Mario Frosini (Idraote), Mario Filippeschi (Gernando und Ubaldo), Antonio Salvarezza (Eustazio), Gianni Raimondi (Carlo), Marco Stefanoni (Astarotte). MELODRAM LP: MEL 463(3), Melodram CD: MEL 26024 (2 CD), Cantus Classics 500308 (2 CD).[12]:15357
- 12. Mai 1952 (live aus Florenz, stark gekürzt): Tullio Serafin (Dirigent), Orchester und Chor des Teatro Comunale di Firenze. Maria Callas (Armida), Alessandro Ziliani (Goffredo), Francesco Albanese (Rinaldo), Mario Frosini (Idraote), Mario Filippeschi (Gernando und Ubaldo), Antonio Salvarezza (Eustazio), Gianni Raimondi (Carlo), Marco Stefanoni (Astarotte). Cetra LO 39 (3 LP), GOP 758 (2 CD).[12]:15356
- 3. April 1970 (live aus Venedig, gekürzt): Carlo Franci (Dirigent), Orchester des Teatro La Fenice. Cristina Deutekom (Armida), Ottavio Garaventa (Goffredo und Carlo), Pietro Bottazzo (Rinaldo), Alessandro Maddalena (Idraote), Eduardo Giménez (Gernando und Ubaldo), Bernardino Trotta (Eustazio), Giovanni Antonini (Astarotte). Mondo Musica CD: 10291, ESTRO ARMONICO LP: EA 016(3) mono.[12]:15358
- 1973 (live von den Bregenzer Festspielen): Carlo Franci (Dirigent), Wiener Symphoniker. Cristina Deutekom (Armida), Redente Comacchio (Goffredo und Carlo), Umberto Grilli (Rinaldo), Daniel Bergen (Idraote und Astarotte), Vittorio Terranova (Gernando und Ubaldo), William McKinney (Eustazio). Celestial Audio CA 681 (2 CD).[13]
- Juli 1985 (live aus dem Teatro La Fenice in Venedig): Gabriele Ferro (Dirigent), Orchester und Chor des Teatro La Fenice. Katia Ricciarelli (Armida), Raúl Giménez (Goffredo), Curtis Rayam (Rinaldo), Alfredo Giacomotti (Idraote), Mario Bolognesi (Gernando), Oslavio di Credico (Eustazio), Iorio Zennaro (Ubaldo), Vito Gobbi (Carlo), Giovanni Antonini (Astarotte). Celestial Audio CA 655 (2 CD).[14]
- 8. Juli 1987 (live, konzertant aus der Beethovenhalle in Bonn, gekürzt): Gabriele Ferro (Dirigent), Beethoven Orchester Bonn, Chor des Theaters Bonn. Adelaide Negri (Armida), Eduardo Giménez (Goffredo und Carlo), Dalmacio Gonzalez (Rinaldo), Keith Lewis (Gernando und Ubaldo), Boris Martinovich (Astarotte). New Ornamneti NOC 166 (2 CD).[12]:15359
- 27. Juli 1988 (auch Video, live aus dem Théâtre de l’Archevèché in Aix-en-Provence, gekürzt): Gianfranco Masini (Dirigent), Orchestre Philharmonique de Nice, The Sixteen. June Anderson (Armida), Yoshihisa Yamaji (Goffredo und Ubaldo), Rockwell Blake (Rinaldo), Giorgio Surjan (Idraote und Astarotte), Raul Giménez (Gernando und Carlo), Christer Bladin (Eustazio). The Opera Lovers ARMR 198801 (2 CD), House of Opera DVDCC 171 (1 DVD).[12]:15361
- 24. September 1988 (live, konzertant aus dem Concertgebouw in Amsterdam, gekürzt): Claudio Scimone (Dirigent). Nelly Miricioiu (Armida), Bruce Ford (Rinaldo), Raul Giménez (Gernando und Carlo). Lyric Distribution Incorporated ALD 3963; House of Opera ALD 3963 (CC); Premiere Opera Ltd. CDNO 1114-2 (2 CD); Celestial Audio CA 494 (2 CD).[15][12]:15360
- 1989 (gekürzt): Claudio Scimone (Dirigent), I Solisti Veneti, Ambrosian Opera Chorus. Cecilia Gasdia (Armida), William Matteuzzi (Goffredo und Carlo), Chris Merritt (Rinaldo), Ferruccio Furlanetto (Idraote und Astarotte), Bruce Ford (Gernando und Ubaldo), Charles Workman (Eustazio). Europa CD: 350-211, ARTS 47327-2 (2 CD).[12]:15362
- 1993 (auch Video, live vom Rossini Opera Festival Pesaro, vollständig): Daniele Gatti (Dirigent), Luca Ronconi (Inszenierung), Orchester und Chor des Teatro Comunale di Bologna. Renée Fleming (Armida), Donald Kaasch (Goffredo), Gregory Kunde (Rinaldo), Ildebrando D’Arcangelo (Idraote), Jeffrey Francis (Gernando), Carlo Bosi (Eustazio), Iorio Zennaro (Ubaldo), Bruce Fowler (Carlo), Sergey Zadvorny (Astarotte). Premiere Opera DVD 6010 (1 DVD); Sony Classical: S3K 58968.[12]:15363[12]:15364
- 17. April 1996 (live, konzertant aus der Carnegie Hall in New York): Eve Queler (Dirigent), Opera Orchestra of New York, New York Choral Ensemble. Renée Fleming (Armida), Robert Chafin (Goffredo), Gregory Kunde (Rinaldo), Clayton Brainerd (Idraote), Bruce Fowler (Gernando und Carlo), Martin Dillon (Eustazio), Robert Breault (Ubaldo), Philip Cokorinos (Astarotte). House of Opera ALD 3964, Celestial Audio CA 458 (2 CD).[12]:15365
- 22. Juli 2000 (live vom Festival Rossini in Wildbad, gekürzt): Brad Cohen (Dirigent), Stuttgarter Philharmoniker, Czech Chamber Chorus. Maja Tabatadze (Armida), Huw Rhys Evans (Goffredo), Harald Quaaden (Rinaldo), Matthew Hargreaves (Idraote und Astarotte), Antonis Koroneos (Gernando und Ubaldo), Darren Abrahams (Eustazio).[12]:15366
- 12. Oktober 2003 (live aus dem Teatro Avenida in Buenos Aires): Susana Frangi (Dirigent), Orchester und Chor des Teatro Colón. Adelaide Negri (Armida), Gabriel Centeno (Goffredo), Eduardo Ayas (Rinaldo), Claudio Rotella (Idraote und Astarotte), Carlos Ullán (Gernando), Norberto Fernández (Eustazio), Santiago Rignon (Ubaldo), Carlos Natale (Carlo). New Ornamenti NOM 205 (3 CD).[12]:15367
- 1. Mai 2010 (Video, live aus der Metropolitan Opera): Riccardo Frizza (Dirigent), Mary Zimmermann (Inszenierung), Orchester und Chor der Metropolitan Opera. Renée Fleming (Armida), John Osborn (Goffredo), Lawrence Brownlee (Rinaldo), Peter Volpe (Idraote), Barry Banks (Gernando und Carlo), Yeghishe Manucharyan (Eustazio), Kobie van Rensburg (Ubaldo), Keith Miller (Astarotte). Decca DVD 074 3416.[16]
- 15. und 20. Juli 2022 (live vom Festival Rossini in Wildbad aus der Trinkhalle in Bad Wildbad): José Miguel Pérez-Sierra (Dirigent), Orchester und Chor der Philharmonie Krakau. Ruth Iniesta (Armida), Moisés Marín (Goffredo), Michele Angelini (Rinaldo), Jusung Gabriel Park (Idraote), Patrick Kabongo (Gernando), Manuel Amati (Eustazio), César Arrieta (Ubaldo), Chuan Wang (Carlo), Shi Zong (Astarotte). Naxos 8.660554-55.[17]